# Сосновый Бор (Себежский район)
Сосно́вый Бор — посёлок городского типа (с 1998) в Себежском районе Псковской области России, административный центр муниципального образования городское поселение Сосновый Бор.
Расположен в 208 км к югу от Пскова, в 18 км к юго-западу от железнодорожной станции Себеж.

## Население
| 2001  | 2002  | 2009  | 2010  | 2011  | 2012  | 2013  |
| ----- | ----- | ----- | ----- | ----- | ----- | ----- |
| 2000  | ↘1861 | ↘1737 | ↗2877 | ↘2873 | ↘2831 | ↘2776 |
| 2014  | 2015  | 2016  | 2017  | 2018  | 2019  | 2020  |
| ↘2722 | ↘2707 | ↗2733 | ↘2708 | ↘2646 | ↗2655 | ↘2635 |
| 2021  |       |       |       |       |       |       |
| ↘1888 |       |       |       |       |       |       |

По переписи 2002 года численность населения посёлка составила 1860 человек, по оценке на начало 2010 года — 1716 жителей.
По данным переписи 2010 года, в посёлке проживало 2877 человек.

## История
19 августа 1959 года Генштабом СССР была принята директива, в соответствии с которой в окрестностях города Себеж размещалась воинская часть, объекты которой предназначались для хранения современного оружия, его обслуживания и оперативного обеспечения им частей Прибалтийского военного округа. В том же году началось строительство военного городка; секретный объект (ядерный арсенал 12-го Главного управления Минобороны СССР, отвечавшего за «ядерный щит Родины») получил название Себеж-5.
Активное строительство объектов части началось осенью 1959 года в сосновом бору, расположенном в 15 км от Себежа. Приказ министра обороны СССР от 3 августа 1960 года установил день ежегодного празднования Дня части: 2 мая. Уже в 1960 году в военном городке начали работать детский сад и начальная школа (преобразованная в 1962 году в 156-ю среднюю школу). С 16 по 28 мая 1967 года в воинской части работала Госкомиссия по приёму в эксплуатацию законченного строительства.
1 сентября 1997 года, действуя в соответствии с положениями подписанного Россией и США в 1993 году договора СНВ-2, Генштаб Вооружённых Сил РФ принял директиву, согласно которой воинская часть была расформирована (на её месте было размещено исправительное учреждение, приступившее к работе в декабре 2001 г.). 18 декабря 1997 года Псковское областное Собрание депутатов приняло, в свою очередь, Постановление № 509 «О переименовании Себеж-5 в посёлок городского типа «Сосновый Бор». Переименование и изменение статуса населённого пункта были окончательно узаконены Постановлением Правительства РФ от 18 июня 1998 года № 610.
2 мая 2015 года посёлок городского типа Сосновый Бор отметил 55 лет со дня своего образования.

## Экономика
Производство древесного угля, пиломатериалов.
В посёлке расположено исправительное учреждение ФКУ ИК-6 УФСИН России по Псковской области (или исправительная колония № 6 строгого режима).

## Культура
В посёлке функционирует средняя общеобразовательная школа, детский сад «Золотое зёрнышко», культурно-досуговый комплекс «Бригантина», дом престарелых, а также социальный приют для детей и подростков.

## СМИ
В посёлке можно принимать радио и телеканалы России, а также Латвии и Беларуси.
Радиостанции:
- 68,12 МГц — Радио России-Псков (Птушкино)
- 70,01 МГц — Радио России-Псков (Глубокое)
- 91.4 МГц — Radio Ef-Ei (Резекне)
- 91.9 МГц — Star FM (Резекне)
- 101.0 МГц — LR2 (Резекне)
- 101.4 МГц — Radio SWH plus (Резекне)
- 101.5 МГц — ПЛАН Русское радио (Птушкино)
- 101.8 МГц — LR3 (Резекне)
- 102.0 МГц — Радио Витебск (Радыё Віцебск, Освея)
- 102.4 МГц — Дорожное радио (Птушкино)
- 103.0 МГц — Latgales radio (Резекне)
- 103.5 МГц — Белорусское радио (Беларускае радыё, Освея)
- 103.8 МГц — LR5 (Резекне)
- 104.2 МГц — LR4 (Резекне)
- 105.1 МГц — Хиты России/Русское радио (Резекне)
- 106.0 МГц — Канал Культура (Освея)
- 106.5 МГц — Radio SWH (Резекне)
- 107.5 МГц — LR1 (Резекне)

Телеканалы:
- Первый Канал (Птушкино)
- Россия-1 Псков (Птушкино)
- Россия К/Euronews (Птушкино)
- 22 Беларусь-1 (Освея)
- 25 Беларусь-2 (Освея)
- 26 РТРС-1 (Птушкино)
- 42 СТВ (Освея)
- 59 ОНТ (Освея)

Также возможен постоянный приём прием цифровых каналов Латвии и Беларуси.

## Интересные факты
Во времена существования воинской части все жители военного городка имели прописку в городе Себеж, а 156-я школа из соображений секретности считалась московской}, т. е. по документам школьники жили в Себеже, а учились в Москве (на самом же деле — в Себеже-5).